# أنتوني تشارلز
أنتوني تشارلز (بالإنجليزية: Anthony Charles) (11 مارس 1981 بايزلورث في المملكة المتحدة - ) هو لاعب كرة قدم بريطاني في مركز الدفاع. شارك مع منتخب إنجلترا لكرة القدم C ‏. أما مع النوادي، فقد لعب مع نادي بارنت ونادي بليموث أرجايل ونادي فارنبوروه ونادي كرو ألكساندرا ونادي لوتون تاون ونادي نورثامبتون تاون ونادي هايد إف سي ونادي هايز وHalesowen Town F.C. ‏ ونونيتون بورو ‏ ونادي ووستر سيتي ونادي ألدرشوت تاون.

## وصلات خارجية
- أنتوني تشارلز على موقع قاعدة بيانات كرة القدم.إي يو (الإنجليزية)
- أنتوني تشارلز على موقع Soccerbase.com (لاعب) (الإنجليزية)